# Titanotylopus
Titanotylopus byl vyhynulý rod velkých velbloudovitých savců, kteří obývali Severní Ameriku od pozdního miocénu až do středního pleistocénu, přibližně před 10,3 miliony až 300 000 lety. Byl jedním z posledních severoamerických velbloudů; po jeho vyhynutí zůstal pouze rod Camelops. 

## Původ názvu
Název „Titanotylopus“ pochází z řeckých slov „Τιτάν“ (Titán), „τύλος“ (hrbol) a „πούς“ (noha), což lze přeložit jako „obří hrbolatá noha“. 

## Popis a vzhled
Titanotylopus měl dlouhé a masivní končetiny, relativně malou mozkovnu a konvexní sklon lebky mezi očima. Dosahoval výšky v kohoutku 3–3,5 metru a vážil přibližně 2 500 kg. Stejně jako moderní velbloudi měl hrb sloužící k ukládání tuku, což dokládají dlouhé trnové výběžky na jeho hrudních obratlích. 
Titanotylopus se odlišoval od jiných raných velkých velbloudovitých především velkými horními špičáky a absencí slzných otvorů v lebce. Na rozdíl od menšího současníka Camelops měl relativně široké druhé články prstů, což naznačuje, že měl skutečné polštářky na nohou podobné těm u dnešních velbloudů. 

## Druhy a klasifikace
Do rodu Titanotylopus patří dva druhy: Titanotylopus nebraskensis a Titanotylopus spatulus. Druh T. spatulus se vyznačoval širokými, lopatkovitými řezáky a jeho fosilie byly nalezeny na několika lokalitách v USA, včetně Texasu, Kansasu, Nebrasky, Colorada a Arizony. 
Někteří vědci[kdo?] dříve považovali rody Titanotylopus a Gigantocamelus za totožné, ale pozdější výzkumy ukázaly, že si zaslouží být považovány za samostatné rody. Například Harrison v roce 1985 doporučil používat název Titanotylopus pouze pro druh T. nebraskensis a Gigantocamelus pro G. spatulus, včetně G. fricki. 